# Tomáš Suchánek
Tomáš Suchánek (ur. 7 kwietnia 1984 w Pardubicach) – czeski żużlowiec.

## Życiorys
Dwukrotny finalista indywidualnych mistrzostw świata juniorów (Slaný 2002 – XII miejsce, Wiener Neustadt 2005 – srebrny medal). Finalista 
drużynowych mistrzostw świata juniorów (Pardubice 2005 – IV miejsce). Dwukrotny finalista indywidualnych mistrzostw Europy juniorów (Pardubice 2001 – IV miejsce, Dyneburg 2002 – VIII miejsce). Dwukrotny finalista indywidualnych mistrzostw Europy (Wiener Neustadt 2007 – XVI miejsce, 2012 – X miejsce). Finalista mistrzostw Europy par (Równe 2012 – V miejsce). Srebrny medalista klubowego Pucharu Europy (Pardubice 2002), w barwach klubu "Zlatá Přilba" Pardubice. 
Czterokrotny medalista młodzieżowych indywidualnych mistrzostw Czech: dwukrotnie złoty (2002, 2003) oraz dwukrotnie srebrny (1999, 2001). Srebrny medalista indywidualnych mistrzostw Czech (2011).
Startował w lidze polskiej, w barwach klubów Orzeł Łódź (2002, 2007), SKA Speedway Lwów (2004), KMŻ Lublin (2006) oraz Speedway Miszkolc (2009).